# Lukács-Heilbad

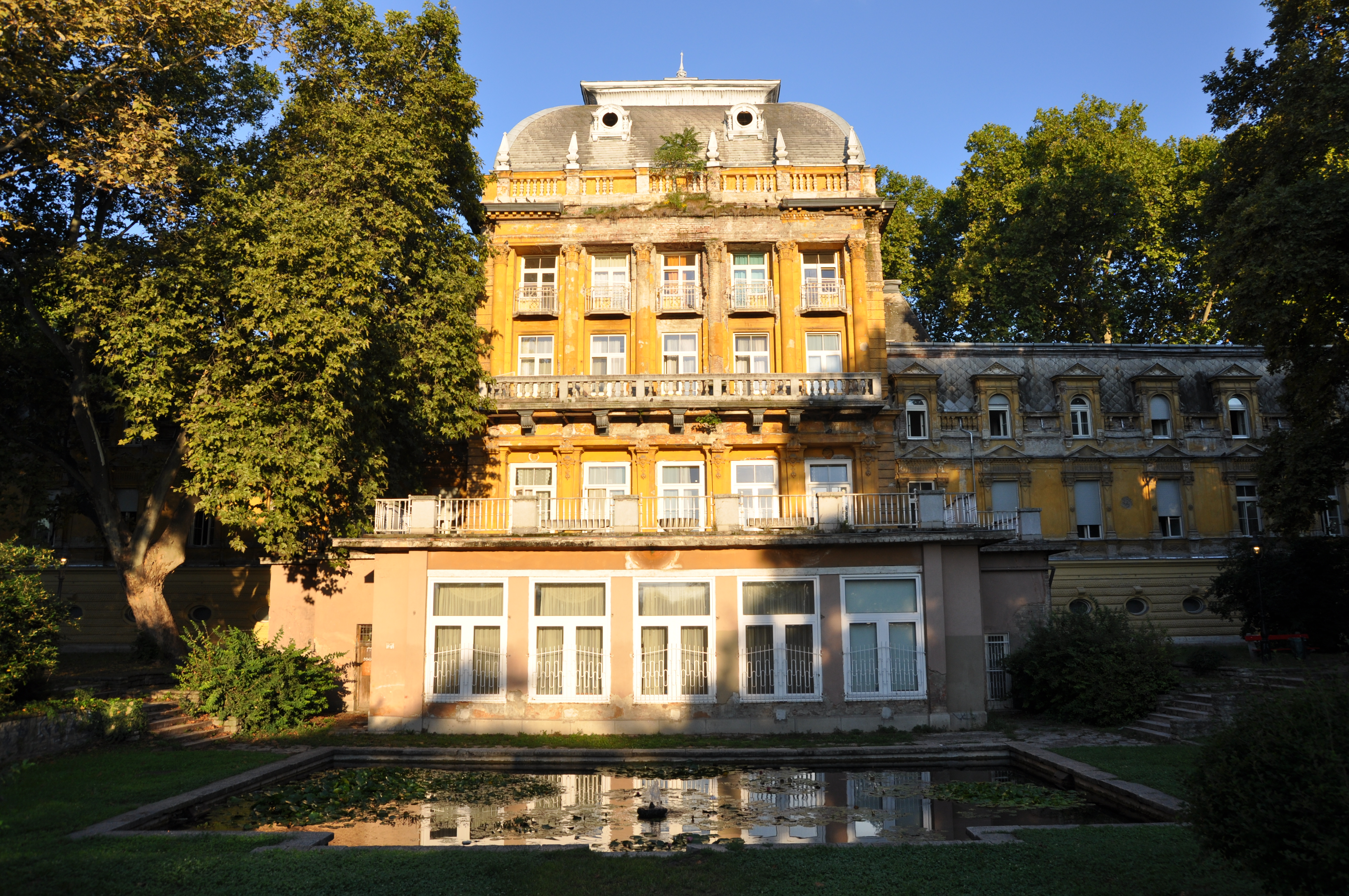
Ansicht der der Donau zugewandten Seite des Lukács-Bades

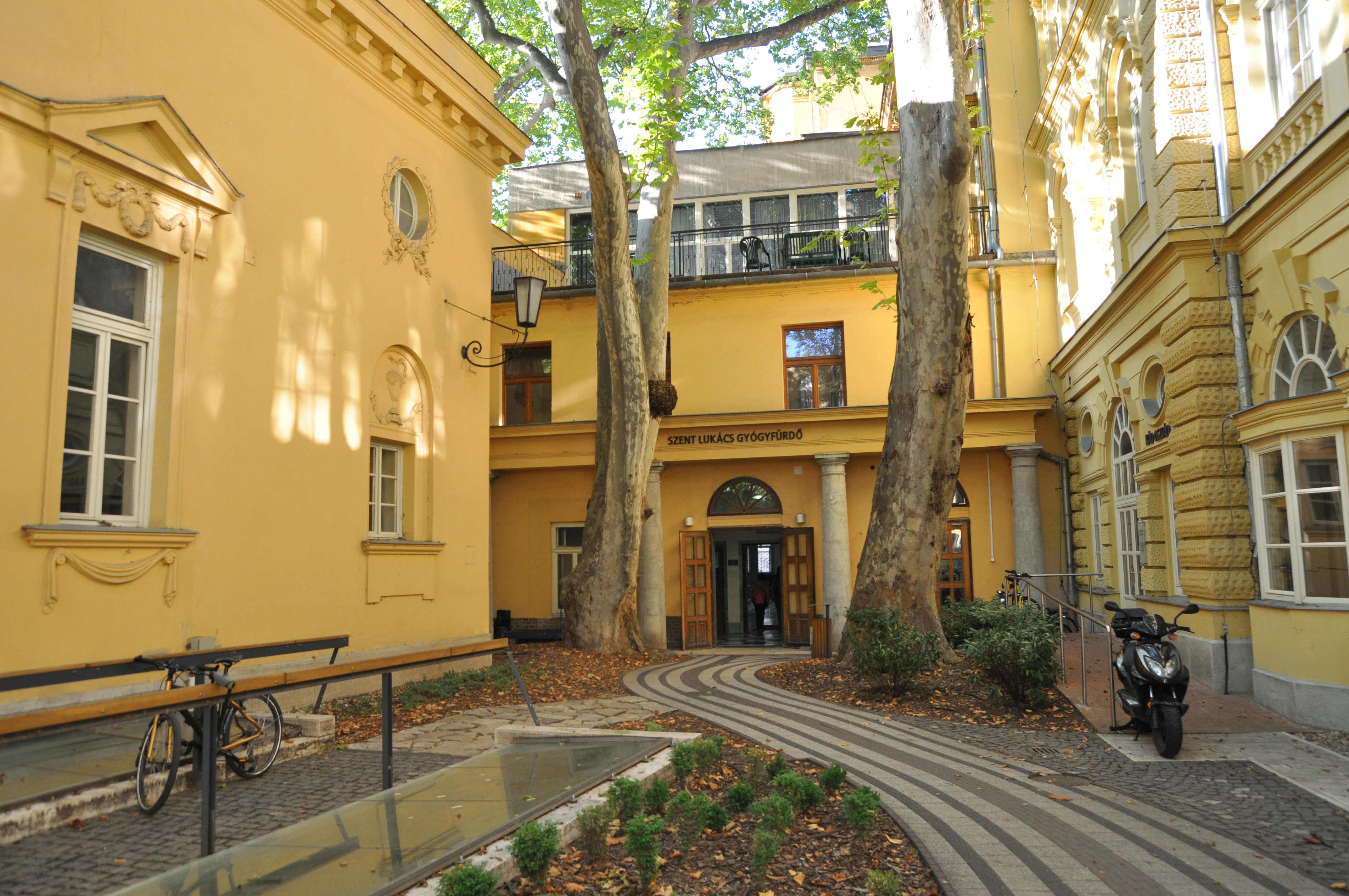
Außenansicht des Eingangsbereichs

Das Szent-Lukács-Heilbad (ungarisch Szent Lukács gyógyfürdő), auch Lukács-Bad (ungarisch Lukács fürdő, deutsch veraltet Lucasbad), ist eines der ältesten Budapester Thermalbäder.

## Lage
Das Lukács befindet sich in der Frankel Leó utca im II. Bezirk von Budapest, in der Nähe der Donau.

## Name
Die Namensherkunft ist nicht eindeutig geklärt. Die hier entspringenden Heilquellen wurden von der deutschsprachigen Bevölkerung als Lochbad bezeichnet, während die entsprechende ungarische Bezeichnung lyukfürdő bzw. lukasfürdő war. Es wird angenommen, dass der Name durch den ähnlichen Klang von „Lukas“ und „Lukács“ entstanden ist, zumal der Evangelist Lukas traditionell mit der Heilkunde verbunden war.
Eine andere Theorie besagt, dass die Namensgebung auf den früheren Besitzer des Gebiets im Mittelalter zurückzuführen ist.

## Geschichte

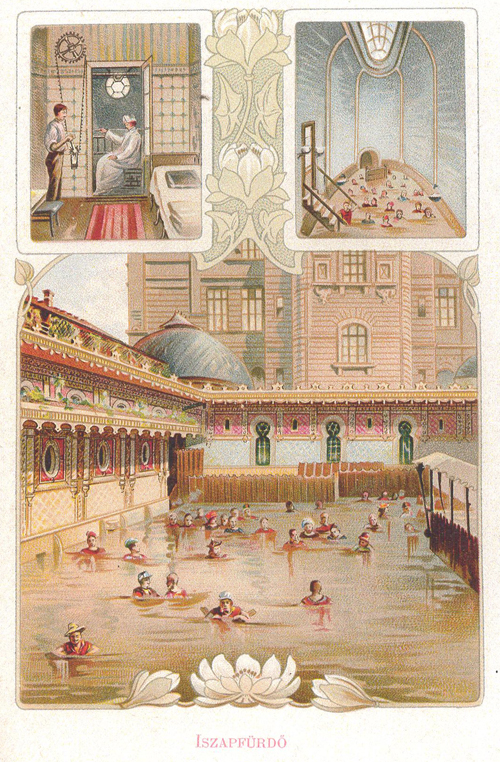
Das Schlammbad im 19. Jahrhundert

Die Heilquellen am Fuße des Szemlő-hegy wurden schon von den Römern genutzt, eine Inschrift aus der Zeit des Kaisers Claudius nimmt auf diese warme Quellen Bezug (aquae calidae superiores et inferiores). An der Stelle der zwei heutigen Heilbäder (Lukács fürdő und Császár fürdő) stand zur Zeit der ungarischen Landnahme um 896 die Siedlung „Felhévíz“ (hévíz bedeutet im Ungarischen „warmes Wasser“, „Heilwasser“). Im 12. Jahrhundert siedelten sich Ritterorden an (1178 der Johanniterorden, später auch der Souveräne Malteserorden), die neben ihren Ordenshäusern Spitäler errichteten und die Heilquellen nutzten.
In der Zeit der türkischen Herrschaft (1541–1686) standen auf dem Gebiet des heutigen Bades mehrere türkische Bäder (das Veli-bej-Bad und das baruthâne ılıcasi, übersetzt „Bad neben der Pulvermühle“). Die Quellen wurden in dieser Zeit vor allem für den Betrieb der Pulver- und Getreidemühle genutzt. Der Ausbau der Mühle erfolgte in der Zeit von Sokollu Mustafa Pascha, der im Zeitraum von 1566 bis 1578 der Beylerbey von Buda war.
Nach der Befreiung von Ofen im Jahr 1686 übernahm die Hofkammer die Verwaltung aller Heilbäder und Heilquellen, so auch der Quellen, die auf dem Gebiet des heutigen Császár- und Lukács-Bades entspringen. Der englische Arzt Edward Brown schrieb 1697 über das Bad neben der Pulvermühle. Im Zuge des 18. Jahrhunderts verlor dieses Bad an Bedeutung. Im Jahr 1852 wurde darüber berichtet, dass die Wannen des Lucasbades vor allem von Bauern aus der Umgebung genutzt wurden.

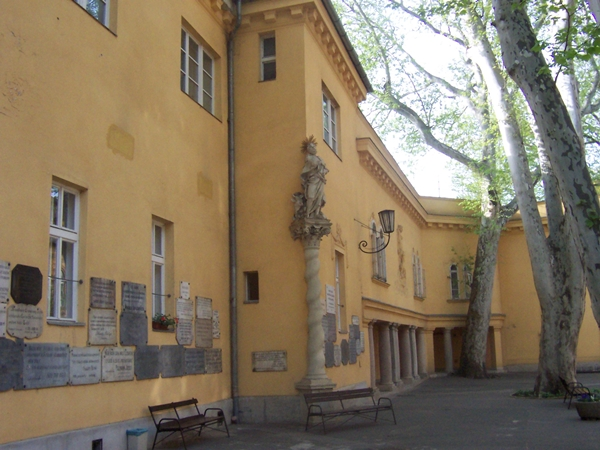
Das Lukács-Bad mit Votivtafeln und der Statue des Heiligen Lukas

1857 begann ein Mühlenmeister aus Altofen das Bad auszubauen, 1884 kaufte Fülöp Palotay das Anwesen und investierte in den weiteren Ausbau des Heilbades. Palotay betraute Rezső Ray mit dem Entwurf des neuen Gebäudes. 1893 wurde das Bad in eine Aktiengesellschaft (Actien Gesellschaft Sct. Lucasbad) umgewandelt und es entstanden die Gebäudeteile, die das heutige Bad ausmachen. Dabei wurden das Kurhotel, die Schwimmbäder, die Abteilungen für Schlammkuren und das Volksbad eingerichtet. Seit dieser Zeit wird die Bezeichnung Szent Lukács gyógyfürdő verwendet. Bis zur Eröffnung des Gellért fürdő (1912) galt das Lukács-Bad als eines der modernsten und – auch von Besuchern aus dem Ausland – meistbesuchten Bäder Budapests. In dieser Zeit stifteten zahlreiche genesene Gäste Votivtafeln aus Marmor. 1937 wurde eine Trinkhalle aus Marmor errichtet und anlässlich des Internationalen Bäderkongresses von Josef Franz von Österreich eingeweiht.
Während der Schlacht um Budapest Ende des Zweiten Weltkriegs wurde das Gebäude erheblich beschädigt. Unter anderem wurde der Großteil der Votivtafeln zerstört; die erhalten gebliebenen Tafeln wurden im Zuge von Renovierungsarbeiten in die Wand des Heilbades eingebaut.
Nach dem Zweiten Weltkrieg wurde das Szent Lukács gyógyfürdő verstaatlicht und mit dem benachbarten Császár fürdő (Kaiserbad) zusammengelegt. Daraus entstand das staatliche Rheumaspital. Durch weitere Zusammenlegungen wurde das Bad Teil des Landesinstitutes für Rheumatologie und Physiotherapie. Das Lukács-Bad verfügte noch bis 1999 über ein Schlammbad, das in den 1950er Jahren mit einem Betonbecken versehen wurde, um das Versickern des Heilwassers vorzubeugen. Das Schlammbad wurde aus hygienischen Gründen um die Jahrtausendwende geschlossen. Um diese Zeit begannen auch die ersten umfangreichen Renovierungsarbeiten, die bis 2013 dauerten.

## Renovierungsarbeiten

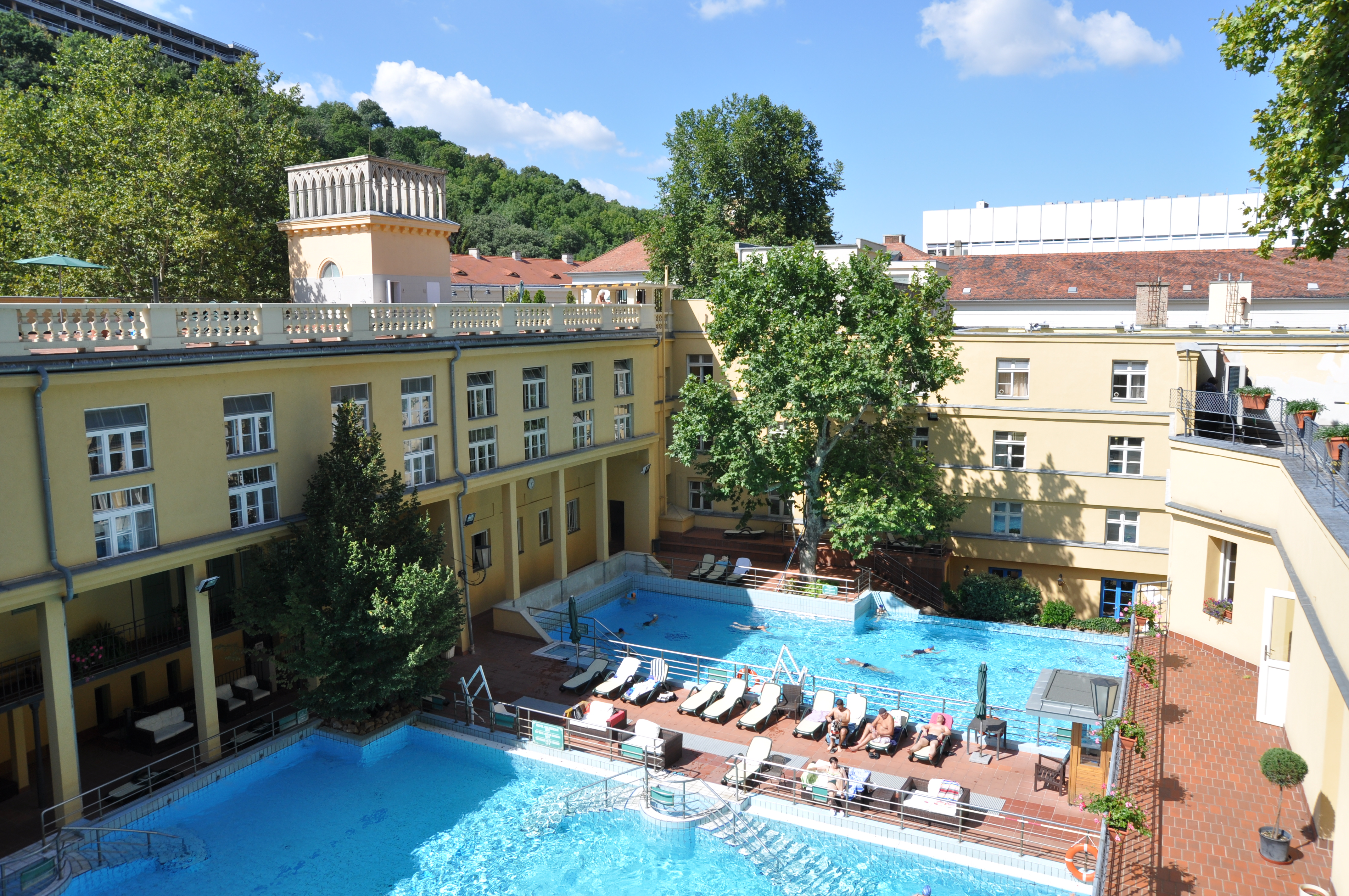
Die beiden Schwimmbecken des Lukács-Bades

1999 wurde mit der Modernisierung der Schwimmbecken begonnen. Während früher das Wasser der Becken in regelmäßigen Abständen in die Donau abgelassen wurde, wurde nun ein Wasserzirkulationssystem eingerichtet. Das Schlammbad wurde durch ein „Erlebnisbecken“ ersetzt. Da das Gebäude unter Denkmalschutz steht, wurden die Pläne der Renovierung gemeinsam mit der „Behörde für das kulturelle Erbe“ (Kulturális Örökségvédelmi Hivatal) erarbeitet. In der ersten Etappe wurde ein Saunabereich mit Erholungsbereich in der Nähe des Erlebnisbeckens angelegt. Im Saunabereich wurden auch ein Kaltwasserbecken, Duschen, Toiletten und ein Imbiss errichtet. Die Säulen der Vorhalle wurden anhand von Archivbildern rekonstruiert. Zudem wurde das Schließsystem der Schließfächer und Kabinen, das bis dahin die Anwesenheit eines Bademeisters erforderte, auf ein elektronisches Chipsystem umgestellt.
2012 begann die zweite Etappe der Renovierungsarbeiten. Im Zuge dieser Arbeiten wurden mehrere Gebäudeteile saniert, so die für Budapest typischen Pawlatschengänge und die dort befindlichen Kabinen. In einem zuvor ungenutzten Teil des Gebäudes wurde eine separate „Saunawelt“ errichtet. Im Eingangsbereich wurden die zweisprachige Fliesenwand, die an die Errichtung des Heilbades Ende des 19. Jahrhunderts erinnert, und der Prunkbrunnen renoviert. Als historisch-technisches Denkmal wurde die alte elektrische Schaltzentrale des Lukács-Bades als Ausstellungsstück beibehalten. Die Kosten der Renovierung beliefen sich auf 1,5 Milliarden Forint, die zu 70 % aus EU-Geldern gedeckt wurden.

## Anlage

### Gebäude
Die Ruinen der ursprünglichen Pulver- und Getreidemühle wurden im Zuge der Renovierungsarbeiten freigelegt und können heute im Gebäude beim Durchgang zu den Heilwasserbecken besichtigt werden. Das Heilbad macht wegen des häufigen Umbaus innen und außen einen eklektischen Eindruck. Die sogenannten maurischen Elemente und die charakteristischen vier Türme verschwanden. Das heutige Erscheinungsbild erhielt das Heilbad 1921 durch den Architekten Rezső Hikisch. Bis in die 1970er Jahre wurde das Hauptgebäude immer wieder erweitert.

### Garten
Im Garten des Lukács-Bades wurden zwei Gedenkbänke errichtet. Die von den Nachfahren von György Schiller und Júlia Lux gespendeten Bänke standen ursprünglich im Garten und wurden während der Renovierungsarbeiten im Jahr 2012 in eine Säulennische verlegt. 2013 wurde ein Brunnen mit der Statute „Die badende Nymphe“ von Lajos Rápolthy im Garten errichtet. Die Statue stand ursprünglich in einem anderen Bad von Budapest.

### Becken, Saunen und Dampfbäder

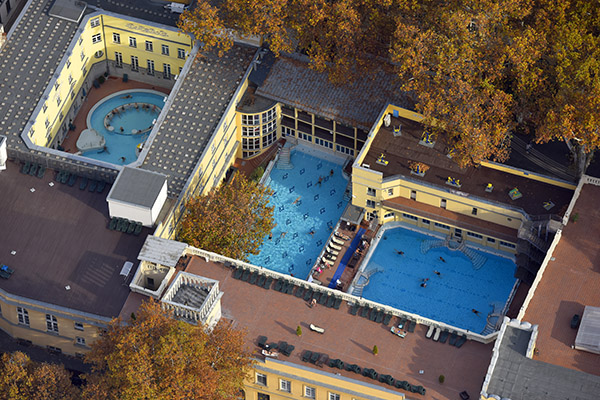
Die Außenbecken des Bades

Die Bereiche für Genesung, Sport und Wellness sind in verschiedenen Gebäudeteilen untergebracht.
Die Therme verfügt über drei Warmwasserbecken, deren Wassertemperatur 32, 36 und 40 °C beträgt. Zum Schwimmen sind zwei Außenbecken eingerichtet, die 22 °C bzw. 26 °C warm sind und in denen parallel zur Längsseite geschwommen wird. (In anderen Heilbädern wie dem Széchenyi-Heilbad ist es üblich, rundherum zu schwimmen.)
Ursprünglich hatte das Lukács-Bad wie alle Budapester Bäder zwei nach Geschlechtern getrennte Schwimm- und Aufenthaltsbereiche. Darum werden die Becken bis heute als Männer- bzw. Frauenbecken bezeichnet (ungarisch férfi medence, női medence). Früher wurden die beiden Schwimmbereiche durch eine Wand getrennt; weibliche Gäste durften in das Männerbecken gehen, umgekehrt war es aber männlichen Gästen nicht erlaubt, das Frauenbecken zu benutzen. Nach dem Zweiten Weltkrieg wurde die Trennung aufgehoben.
Das Erlebnisbecken (Wassertemperatur 32–33 °C) ist als Sprudelbecken angelegt, es verfügt über einen Wasserstrudel, zwei Wasserdüsen und mehrere, in den Beckenboden eingebaute Massagedüsen.
Im Erholungsbereich sind eine Infrarotsauna, eine finnische Sauna, ein Eisspender und ein fassförmiges Kaltwasserbecken untergebracht. In der Zwischenetage des Ruhebereiches befindet sich das Gewichtsbad und ein Becken für Wassergymnastik, im Zugang zum Erlebnisbad wurde eine Kneipp-Anlage angelegt. In der 2012 errichteten Saunawelt befinden sich ein Kaltwasserbecken (22 °C), eine Salzkristallsauna, ein Aromadampfbad, eine Infrarotsauna, eine finnische Sauna, eine Naturistensauna, eine Kältekammer und ein Tepidarium.

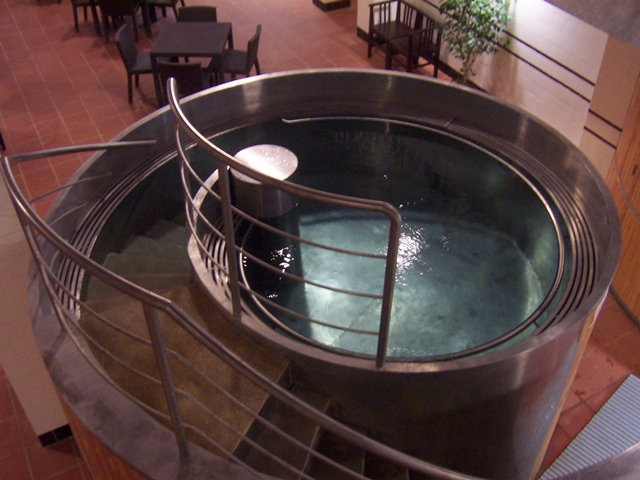
Kaltwasserbecken

## Das Heilwasser
Das Lukács-Bad wird aus der János-Molnár-Höhle mit Heilwasser versorgt. Der 6 Kilometer lange Höhlensee hat eine Wassertiefe von 30 Metern.
Die Höhle wurde nach dem Arzt und Chemiker János Molnár benannt, der 1858 als Erster einen Artikel darüber in der Ärztezeitschrift Orvosi Hetilap veröffentlichte. Der Höhlensee wurde 1937 entdeckt und ab den 1960er Jahren von Tauchern weiter erforscht.

## Bedeutung und Rezeption

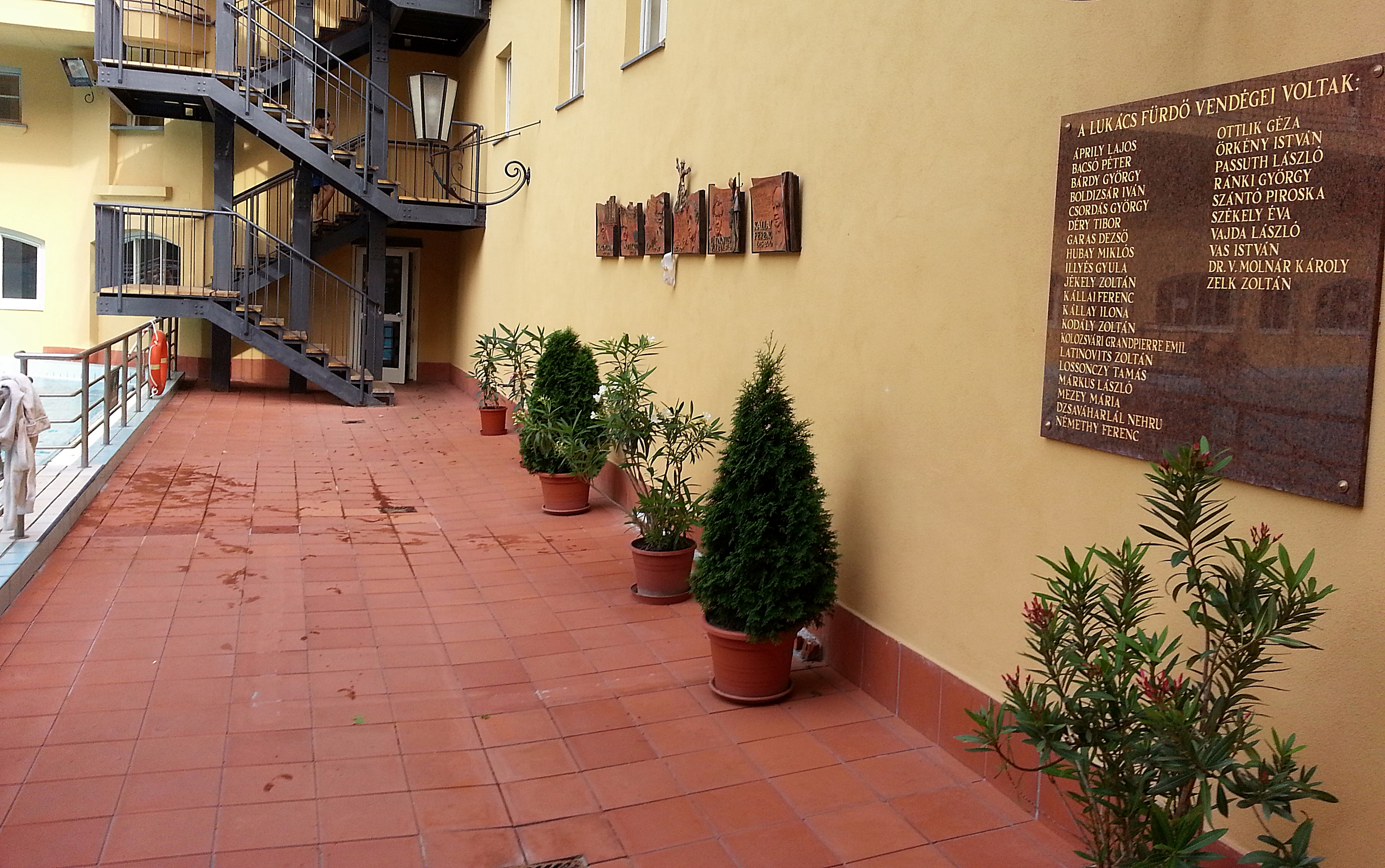
Gedenktafeln von berühmten Badegästen

Seit dem 19. Jahrhundert dient das Lukács-Bad nicht nur als Heilbad und Ort der Erholung, sondern ist auch ein Mittelpunkt des gesellschaftlichen Lebens in Budapest. Im 20. Jahrhundert waren unter anderem Zoltán Kodály, Gyula Illyés, Tibor Déry, Károly Makk, Péter Bacsó und István Örkény Stammgäste des Bades. Ursprünglich waren die parallel zum Männerbecken angelegten Kabinen Stammgästen vorbehalten. Zu diesen gehörte auch Károly Molnár, dem 1996 eine Gedenktafel gewidmet wurde. Zu diesem Zeitpunkt war er als 102-Jähriger noch täglicher Gast im Lukács-Bad.
In der ungarischen Literatur wird das Lukács-Bad mehrmals genannt. Gábor Görgey nennt das Bad in seinem Roman Der Panzer des Hummers einen „Zufluchtsort in Angesicht der Schrecken und Erniedrigungen des 20. Jahrhunderts“. Im Roman Parallelgeschichten schildert Péter Nádas die verschiedenen Jahreszeiten im Lukács-Bad.